# سرجو پلیسیر
سرجو پلیسیر (به ایتالیایی: Sergio Pellissier) بازیکن فوتبال و اهل ایتالیا بود که از سال ۲۰۰۹ میلادی عضو تیم ملی فوتبال ایتالیا بوده و در ۱ بازی ملی حضور داشته‌است. او در بازی‌های ملی‌اش ۱ گل به ثمر رساند.